# Ingeborg Alix von Oldenburg
Ingeborg Alix Herzogin von Oldenburg (* 20. Juli 1901 in Oldenburg; † 10. Januar 1996 auf Gut Bienebek in Thumby), ab 1921 verheiratete Prinzessin zu Schaumburg-Lippe, entstammte dem deutschen regierenden Hochadel und war führendes Mitglied des SS-Helferinnenkorps im NS-Staat.

## Familie
Sie war die Tochter des letzten regierenden Großherzogs von Oldenburg, Friedrich August von Oldenburg (1852–1931), und dessen Frau, Herzogin Elisabeth zu Mecklenburg-Schwerin (1869–1955). Eines ihrer Geschwister war Erbgroßherzog Nikolaus von Oldenburg. Am 4. Juni 1921 heiratete sie im Schloss Rastede den Prinzen Stephan zu Schaumburg-Lippe (1891–1965), der zunächst Prinzessin Irma zu Hohenlohe-Langenburg umworben hatte. Ihr Ehemann war ein Sohn des 1893 bis 1911 regierenden Fürsten Georg, und Bruder des bis 1918 regierenden Fürsten Adolf II., der 1936 bei einem Flugzeugabsturz ums Leben kam. Ein weiterer Bruder ihres Ehemanns war Friedrich Christian zu Schaumburg-Lippe, ab 1933 Adjutant von Joseph  Goebbels. 

### Kinder
Mit Prinz zu Schaumburg-Lippe hatte sie eine 1923 geborene Tochter und einen 1924 geborenen Sohn:
- Marie-Alix Prinzessin zu Schaumburg-Lippe (* 2. April 1923 in Bückeburg; ⚭ 9. Oktober 1947 in Glücksburg Peter Herzog zu Schleswig-Holstein-Sonderburg-Glücksburg (* 30. April 1922 im Schloss Louisenlund, † 30. September 1980 auf Gut Bienebek; Oberleutnant zur See a. D.), Sohn des Friedrich zu Schleswig-Holstein, der von 1934 bis 1965 Chef des Hauses Schleswig-Holstein war)[3] und
- Georg-Moritz Prinz zu Schaumburg-Lippe (* 9. März 1924 in Bückeburg, † 17. Oktober 1970 in Wolfratshausen).[4]

## Politische Karriere im Dienst des Nationalsozialismus

### Im Ausland
Bereits 1928 nahm sie an Versammlungen der NSDAP in München teil. Zum 1. Oktober 1930 trat sie der Partei bei (Mitgliedsnummer 309.345). Ab 1933 war ihr Gatte ein ranghoher Diplomat des Nazi-Regimes. Er war zunächst in Sofia (Bulgarien) tätig; seine Frau wurde dort Referentin für Frauenfragen bei der Landesgruppe der Auslandsorganisation der NSDAP und Landesleiterin und stellvertretende „Mädelführerin“ in Bulgarien. Als Stephan zu Schaumburg-Lippe nach Rom versetzt wurde, baute sie in Italien eine entsprechende NS-Frauenorganisationen auf. Nach der Versetzung ihres Ehemanns nach Rio de Janeiro (Brasilien) leitete sie dort die Organisation der „deutschstämmigen Frauen“. Bis 1943 lebte das Ehepaar dann in Buenos Aires (Argentinien). Hier leitete Ingeborg Alix die Frauengruppe der Deutschen Arbeiterfront (DAF) und die Wohlfahrtsarbeit. Außerdem war sie für das in Argentinien erscheinende nationalsozialistische Propagandablatt Der Trommler tätig.

### SS-Führerin im Deutschen Reich
Nach ihrer Rückkehr nach Deutschland 1943 vermittelte ihr Schwager Josias zu Waldeck und Pyrmont den Kontakt zum Reichsführer SS Heinrich Himmler und empfahl sie für einen Führungsposten im SS-Helferinnenkorps, der Organisation für die weiblichen Mitglieder der Waffen-SS. Im Herbst 1944 stieg sie zur zweithöchsten SS-Führerin im Deutschen Reich auf. Mit Himmler und seiner Frau waren sie und ihr Mann gut befreundet. Zahlreiche persönliche Briefe von Ingeborg Alix von Oldenburg an Heinrich Himmler sind erhalten.

### Nach 1945
Nach Kriegsende kehrte sie mit ihrem Mann nach Rastede zurück und widmete sich der Unterstützung angeklagter und verurteilter NS-Täter mittels der Organisation „Stille Hilfe für Kriegsgefangene und Internierte“. Sie setzte sich für die Freilassung rechtskräftig verurteilter Angehöriger der ehemaligen SS und für andere prominente NS-Größen ein, darunter auch Josias zu Waldeck und Pyrmont, der für Kriegsverbrechen im Zusammenhang mit dem KZ Buchenwald zu einer langen Haftstrafe im Buchenwald-Hauptprozess verurteilt worden war. Josias zu Waldeck und Pyrmont wurde 1950 aus gesundheitlichen Gründen vorzeitig aus der Haft entlassen.
Ingeborg Alix von Oldenburg wurde auf dem Friedhof des Bückeburger Mausoleumsgelände beigesetzt.